# Dolores Heredia
Dolores Heredia (La Paz, 6 ottobre 1966) è un'attrice messicana.

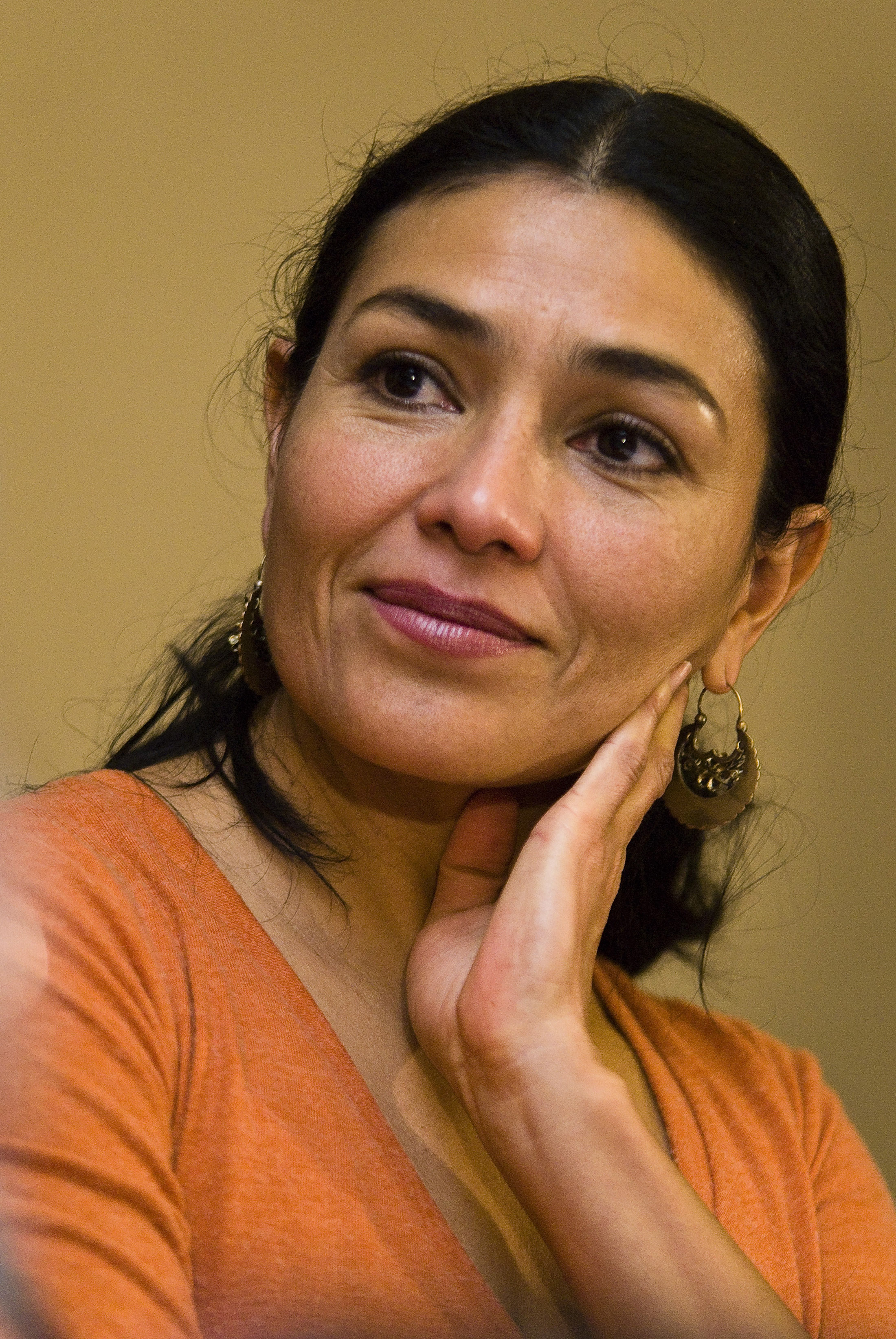
Dolores Heredia nel 2010

Nata e cresciuta a La Paz, nello stato settentrionale della Bassa California del Sud, è la settima di dieci figli d'una fotografa del Sinaloa e d'un marinaio del Guanajuato e studia teatro nell'UNAM.

## Riconoscimenti
- Festival Internazionale del Cinema d'Amiens, migliore attrice, Santitos, 1999
- Premio Ariel, candidatura a miglior attrice, Santitos, 1999
- Premio Ariel, nomination, Dos crímenes, 1995
- Festival Internazionale del Cinema di Cartagena, migliore attrice, Santitos, 1999
- Festival del Cinema di Guagalajara, migliore attrice, Conozca la cabeza de Juan Pérez, 2008

## Filmografia parziale

### Cinema
- La mudanza, regia di Lourdes Elizarrarás e Gabriel Retes (1990)
- La otra orilla, regia di Antonio Diego Hernandez (1990)
- Pueblo de madera, regia di Juan Antonio de la Riva (1990)
- Un cielo cruel y una tierra colorada, regia di Leopoldo Best (1991)
- Sombra de ángel, regia di Leticia Venzor (1991)
- El patrullero, regia di Alex Cox (1991)
- De barro, regia di Diego Muñoz (1992)
- Decisiones, regia di Isabel Cristina Fregoso (1993)
- Pueblo viejo, regia di Carlos García Agraz (1993)
- L'uomo sbagliato (The Wrong Man), regia di Jim McBride (1993)
- Dos crímenes, regia di Roberto Sneider (1994)
- Vagabunda, regia di Alfonso Rosas Priego hijo (1994)
- La hija del Puma, regia di Åsa Faringer e Ulf Hultberg (1994)
- Desiertos mares, regia di José Luis García Agraz (1995)
- En el aire, regia di Juan Carlos de Llaca (1995)
- Un pedazo de noche, regia di Roberto Rochín (1995)
- Un hilito de sangre, regia di Erwin Neumaier (1995)
- Santitos, regia di Alejandro Springall (1999)
- De la calle, regia di Gerardo Tort (2001)
- Ciudades oscuras, regia di Fernando Sariñana (2002)
- Suertuda gloria, regia di Madela Bada Ashwell e Alexis Perez Montero (2003)
- La historia del baúl rosado, regia di Libia Stella Gómez (2005)
- Fuera del cielo, regia di Javier 'Fox' Patrón (2006)
- Mujer alabastrina, regia di Rafael Gutiérrez e Elisa Salinas (2006)
- La mirada del adiós, regia di José Romero Salgado (2006)
- Cobrador: In God We Trust, regia di Paul Leduc (2006)
- Sexo, amor y otras perversiones 2, regia di Chava Cartas, Fernando Sariñana e Carlos Sariñana (2006)
- Al final del día, regia di Dionisio Ceballos (2007)
- Tr3s, regia di Dariela Ludlow (2007)
- Prospettive di un delitto (Vantage Point), regia di Pete Travis (2008)
- El viaje de Teo, regia di Walter Doehner (2008)
- Enemigos íntimos, regia di Fernando Sariñana (2008)
- Conozca la cabeza de Juan Pérez, regia di Emilio Portes (2008)
- Desierto adentro, regia di Rodrigo Plá (2008)
- Cosas insignificantes, regia di Andrea Martínez Crowther (2008)
- Purgatorio, regia di Roberto Rochín (2008)
- Rudo y Cursi, regia di Carlos Cuarón (2008)
- El horno, regia di Raúl Caballero (2009)
- Rock Marí, regia di Chava Cartas (2010)
- Sucedió en un día (2010)
- La pantera negra, regia di Iyari Wertta (2010)
- 180º, regia di Fernando Kalife (2010)
- El atentado, regia di Jorge Fons (2010)
- Asalto al cine, regia di Iria Gómez Concheiro (2011)
- Días de gracia, regia di Everardo Gout (2011)
- Per una vita migliore (A Better Life), regia di Chris Weitz (2011)
- Viaggio in paradiso (Get the Gringo), regia di Adrian Grunberg (2012)
- Bless Me, Ultima, regia di Carl Franklin (2013)
- Prijde letos Jezísek?, regia di Lenka Kny (2013)
- Two Men in Town, regia di Rachid Bouchareb (2014)
- Cambio de ruta, regia di Christopher Hool (2014)
- Huérfanos, regia di Guita Schyfter (2014)
- Eddie Reynolds y Los Ángeles de Acero, regia di Gustavo Moheno (2014)
- El Hotel, regia di Carlos Marcovich (2016)
- Sonora, regia di Alejandro Springall (2018)
- Chicuarotes, regia di Gael García Bernal (2019)
- Il giorno del Signore (Menéndez. Parte 1: El día del Señor), regia di Santiago Alvarado Ilarri (2020)
- A nord sul vuoto (El norte sobre el vacío), regia di Alejandra Márquez Abella (2022)
- Estoy todo lo iguana que se puede, regia di Julián Robles (2022)
- El Águila y el Gusano, regia di Guita Schyfter (2023)
- Pedro Pàramo, regia di Rodrigo Prieto (2024)

## Doppiatrici italiane
Nelle versioni in italiano delle opere in cui ha recitato, Dolores Heredia è stata doppiata da:
- Roberta Pellini in Viaggio in paradiso
- Rossella Celindano in Per una vita migliore